# Světový den pošty
Světový den pošty se koná každý rok 9. října, jako připomínka vzniku světové poštovní unie (UPU) v roce 1874 ve švýcarském Bernu. Založení UPU bylo začátkem globální komunikační revoluce, umožnilo lidem dopisovat si po celém světě.[zdroj?]
Česká pošta vydala k této příležitosti dvě poštovní známky v roce 2011 nominální hodnoty 21 Kč a v roce 2012 nominální hodnoty 26 Kč obě s návrhem od Dušana Kállaye.

## Historie
9. říjen byl poprvé uveden jako Světový den pošty v roce 1969 na kongresu UPU v japonském Tokiu. Od té doby je Světový den pošty slaven po celém světě jako upomínka významu poštovních služeb.